# Vinylbital
Vinylbital ist ein mittellang wirkendes Sedativum und Hypnotikum aus der Gruppe der Barbiturate. Der Wirkstoff wurde 1960 für die BASF patentiert, zurzeit (2013) sind weltweit keine Präparate mit Vinylbital im Handel. Ein Isomer zu Vinylbital ist das strukturell sehr ähnliche Vinbarbital.

## Rechtsstatus
Vinylbital ist in der Bundesrepublik Deutschland aufgrund seiner Aufführung in der Anlage 2 BtMG ein verkehrsfähiges, aber nicht verschreibungsfähiges Betäubungsmittel. Der Umgang ohne Erlaubnis ist grundsätzlich strafbar. Weitere Informationen sind im Hauptartikel Betäubungsmittelrecht in Deutschland zu finden.
International fällt Vinylbital unter die Konvention über psychotrope Substanzen.